# Paris pendant la guerre
Paris pendant la guerre è un film del 1916 diretto da Henri Diamant-Berger